# Asynapta mangiferae
Asynapta mangiferae är en tvåvingeart som beskrevs av Ephraim Porter Felt 1909. Asynapta mangiferae ingår i släktet Asynapta och familjen gallmyggor.
Artens utbredningsområde är Barbados. Inga underarter finns listade i Catalogue of Life.